# Rennrodel-Weltcup 2013/14
Der Rennrodel-Weltcup 2013/14 wurde in neun Weltcup-Rennen in sechs Ländern ausgetragen. Der Saisonauftakt fand am 16. November 2013 im norwegischen Lillehammer statt, das Weltcup-Finale am 26. Januar 2014 im lettischen Sigulda, wo zugleich auch die Rennrodel-Europameisterschaft im Rahmen des Weltcup-Wochenendes ausgetragen wurde. Höhepunkt der Saison waren die Olympischen Winterspiele 2014 im russischen Sotschi, wobei vier Wettbewerbe im Rennrodeln im Sliding Center Sanki in Krasnaja Poljana ausgetragen wurden.

## Weltcupergebnisse
| Datum                                                           | Ort                          | Disziplin    | Sieger                                                                            | Zweiter                                                                        | Dritter                                                                        |
| --------------------------------------------------------------- | ---------------------------- | ------------ | --------------------------------------------------------------------------------- | ------------------------------------------------------------------------------ | ------------------------------------------------------------------------------ |
| 16. bis 17. November 2013                                       | Lillehammer                  | Frauen       | Natalie Geisenberger                                                              | Tatjana Iwanowa                                                                | Alex Gough                                                                     |
| 16. bis 17. November 2013                                       | Lillehammer                  | Männer       | Dominik Fischnaller                                                               | David Möller                                                                   | Felix Loch                                                                     |
| 16. bis 17. November 2013                                       | Lillehammer                  | Doppelsitzer | Tobias Wendl Tobias Arlt                                                          | Toni Eggert Sascha Benecken                                                    | Andreas Linger Wolfgang Linger                                                 |
| 23. bis 24. November 2013                                       | Innsbruck-Igls               | Frauen       | Natalie Geisenberger                                                              | Tatjana Hüfner                                                                 | Anke Wischnewski                                                               |
| 23. bis 24. November 2013                                       | Innsbruck-Igls               | Männer       | Felix Loch                                                                        | David Möller                                                                   | Dominik Fischnaller                                                            |
| 23. bis 24. November 2013                                       | Innsbruck-Igls               | Doppelsitzer | Toni Eggert Sascha Benecken                                                       | Tobias Wendl Tobias Arlt                                                       | Peter Penz Georg Fischler                                                      |
| 23. bis 24. November 2013                                       | Innsbruck-Igls               | Staffel      | DeutschlandNatalie Geisenberger Felix Loch Toni Eggert Sascha Benecken            | KanadaAlex Gough Samuel Edney Tristan Walker Justin Snith                      | ItalienSandra Gasparini Dominik Fischnaller Christian Oberstolz Patrick Gruber |
| 30. November bis 1. Dezember 2013                               | Winterberg                   | Frauen       | Natalie Geisenberger                                                              | Tatjana Hüfner                                                                 | Anke Wischnewski                                                               |
| 30. November bis 1. Dezember 2013                               | Winterberg                   | Männer       | Chris Eißler                                                                      | Armin Zöggeler                                                                 | David Möller                                                                   |
| 30. November bis 1. Dezember 2013                               | Winterberg                   | Doppelsitzer | Tobias Wendl Tobias Arlt                                                          | Christian Oberstolz Patrick Gruber                                             | Peter Penz Georg Fischler Ludwig Rieder Patrick Rastner                        |
| 30. November bis 1. Dezember 2013                               | Winterberg                   | Staffel      | ItalienSandra Gasparini Dominik Fischnaller Christian Oberstolz Patrick Gruber    | Vereinigte StaatenKate Hansen Tucker West Christian Niccum Jayson Terdiman     | ÖsterreichNina Reithmayer Daniel Pfister Peter Penz Georg Fischler             |
| 6. bis 7. Dezember 2013                                         | Whistler (zugleich APM 2013) | Frauen       | Natalie Geisenberger                                                              | Alex Gough                                                                     | Anke Wischnewski                                                               |
| 6. bis 7. Dezember 2013                                         | Whistler (zugleich APM 2013) | Männer       | Felix Loch                                                                        | Chris Mazdzer                                                                  | Dominik Fischnaller                                                            |
| 6. bis 7. Dezember 2013                                         | Whistler (zugleich APM 2013) | Doppelsitzer | Tobias Wendl Tobias Arlt                                                          | Toni Eggert Sascha Benecken                                                    | Peter Penz Georg Fischler                                                      |
| 6. bis 7. Dezember 2013                                         | Whistler (zugleich APM 2013) | Staffel      | DeutschlandNatalie Geisenberger Felix Loch Tobias Wendl Tobias Arlt               | KanadaAlex Gough Samuel Edney Tristan Walker Justin Snith                      | ÖsterreichNina Reithmayer Reinhard Egger Andreas Linger Wolfgang Linger        |
| 13. bis 14. Dezember 2013                                       | Park City                    | Frauen       | Natalie Geisenberger                                                              | Anke Wischnewski                                                               | Alex Gough                                                                     |
| 13. bis 14. Dezember 2013                                       | Park City                    | Männer       | Armin Zöggeler                                                                    | Chris Mazdzer                                                                  | Wolfgang Kindl                                                                 |
| 13. bis 14. Dezember 2013                                       | Park City                    | Doppelsitzer | Tobias Wendl Tobias Arlt                                                          | Andreas Linger Wolfgang Linger                                                 | Toni Eggert Sascha Benecken                                                    |
| 13. bis 14. Dezember 2013                                       | Park City                    | Staffel      | DeutschlandNatalie Geisenberger Felix Loch Tobias Wendl Tobias Arlt               | Vereinigte StaatenKate Hansen Chris Mazdzer Matthew Mortensen Preston Griffall | ÖsterreichNina Reithmayer Wolfgang Kindl Andreas Linger Wolfgang Linger        |
| 4. bis 5. Januar 2014                                           | Königssee                    | Frauen       | Natalie Geisenberger                                                              | Tatjana Hüfner                                                                 | Alex Gough                                                                     |
| 4. bis 5. Januar 2014                                           | Königssee                    | Männer       | Felix Loch                                                                        | Armin Zöggeler                                                                 | Gregory Carigiet                                                               |
| 4. bis 5. Januar 2014                                           | Königssee                    | Doppelsitzer | Tobias Wendl Tobias Arlt                                                          | Toni Eggert Sascha Benecken                                                    | Tristan Walker Justin Snith                                                    |
| 4. bis 5. Januar 2014                                           | Königssee                    | Staffel      | DeutschlandNatalie Geisenberger Felix Loch Tobias Wendl Tobias Arlt               | KanadaAlex Gough Samuel Edney Tristan Walker Justin Snith                      | ItalienSandra Gasparini Armin Zöggeler Ludwig Rieder Patrick Rastner           |
| 11. bis 12. Januar 2014                                         | Oberhof                      | Frauen       | Tatjana Hüfner                                                                    | Natalie Geisenberger                                                           | Dajana Eitberger                                                               |
| 11. bis 12. Januar 2014                                         | Oberhof                      | Männer       | Felix Loch                                                                        | Andi Langenhan                                                                 | Julian von Schleinitz                                                          |
| 11. bis 12. Januar 2014                                         | Oberhof                      | Doppelsitzer | Toni Eggert Sascha Benecken                                                       | Tobias Wendl Tobias Arlt                                                       | Wladislaw Juschakow Wladimir Machnutin                                         |
| 18. bis 19. Januar 2014                                         | Altenberg                    | Frauen       | Natalie Geisenberger                                                              | Alex Gough                                                                     | Kimberley McRae                                                                |
| 18. bis 19. Januar 2014                                         | Altenberg                    | Männer       | Felix Loch                                                                        | Albert Demtschenko                                                             | Andi Langenhan                                                                 |
| 18. bis 19. Januar 2014                                         | Altenberg                    | Doppelsitzer | Tobias Wendl Tobias Arlt                                                          | Toni Eggert Sascha Benecken                                                    | Peter Penz Georg Fischler                                                      |
| 18. bis 19. Januar 2014                                         | Altenberg                    | Staffel      | RusslandTatjana Iwanowa Albert Demtschenko Wladislaw Juschakow Wladimir Machnutin | KanadaAlex Gough Samuel Edney Tristan Walker Justin Snith                      | DeutschlandNatalie Geisenberger Felix Loch Tobias Wendl Tobias Arlt            |
| 25. bis 26. Januar 2014                                         | Sigulda (zugleich EM 2014)   | Frauen       | Kate Hansen                                                                       | Alex Gough                                                                     | Natalja Chorjowa                                                               |
| 25. bis 26. Januar 2014                                         | Sigulda (zugleich EM 2014)   | Männer       | Armin Zöggeler                                                                    | Johannes Ludwig                                                                | Dominik Fischnaller                                                            |
| 25. bis 26. Januar 2014                                         | Sigulda (zugleich EM 2014)   | Doppelsitzer | Christian Oberstolz Patrick Gruber                                                | Wladislaw Juschakow Wladimir Machnutin                                         | Andreas Linger Wolfgang Linger                                                 |
| 8. bis 13. Februar 2014 Olympische Winterspiele 2014 in Sotschi |                              |              |                                                                                   |                                                                                |                                                                                |

## Gesamtwertung

### Weltcupstand im Einsitzer der Frauen
| Rang | Name                 | Land               | LIL | IGL | WIN | WHI | PAR | KÖN | OBE | ALT | SIG | Punkte |
| ---- | -------------------- | ------------------ | --- | --- | --- | --- | --- | --- | --- | --- | --- | ------ |
| 1    | Natalie Geisenberger | Deutschland        | 1   | 1   | 1   | 1   | 1   | 1   | 2   | 1   | –   | 785    |
| 2    | Alex Gough           | Kanada             | 3   | 7   | 4   | 2   | 3   | 3   | 5   | 2   | 2   | 626    |
| 3    | Tatjana Hüfner       | Deutschland        | 13  | 2   | 2   | 4   | 7   | 2   | 1   | 4   | –   | 551    |
| 4    | Anke Wischnewski     | Deutschland        | 7   | 3   | 3   | 3   | 2   | 7   | 4   | 7   | –   | 493    |
| 5    | Dajana Eitberger     | Deutschland        | 40  | 4   | 9   | 7   | 5   | 4   | 3   | 5   | 7   | 432    |
| 6    | Erin Hamlin          | Vereinigte Staaten | 8   | 6   | 6   | 5   | 8   | 13  | 10  | 6   | 4   | 415    |
| 7    | Kate Hansen          | Vereinigte Staaten | 12  | 23  | 7   | 6   | 4   | 15  | 12  | 21  | 1   | 384    |
| 8    | Tatjana Iwanowa      | Russland           | 2   | 11  | 5   | –   | –   | 11  | 6   | 8   | 5   | 355    |
| 9    | Kimberley McRae      | Kanada             | 18  | 24  | 10  | 11  | 10  | 5   | 14  | 3   | 6   | 349    |
| 10   | Sandra Gasparini     | Italien            | 6   | 9   | 18  | 12  | 12  | 8   | 13  | 11  | 13  | 312    |

### Weltcupstand im Einsitzer der Männer
| Rang | Name                | Land               | LIL | IGL | WIN | WHI | PAR | KÖN | OBE | ALT | SIG | Punkte |
| ---- | ------------------- | ------------------ | --- | --- | --- | --- | --- | --- | --- | --- | --- | ------ |
| 1    | Felix Loch          | Deutschland        | 3   | 1   | 4   | 1   | 5   | 1   | 1   | 1   | –   | 685    |
| 2    | Armin Zöggeler      | Italien            | 4   | 5   | 2   | 10  | 1   | 2   | 22  | 5   | 1   | 595    |
| 3    | Dominik Fischnaller | Italien            | 1   | 3   | 5   | 3   | 4   | 4   | 10  | 28  | 3   | 534    |
| 4    | David Möller        | Deutschland        | 2   | 2   | 3   | 4   | 6   | 6   | 5   | 4   | –   | 515    |
| 5    | Chris Mazdzer       | Vereinigte Staaten | 14  | 4   | 15  | 2   | 2   | 21  | 18  | 9   | 7   | 412    |
| 6    | Andi Langenhan      | Deutschland        | 13  | 9   | 11  | 5   | 15  | 8   | 2   | 3   | –   | 381    |
| 7    | Samuel Edney        | Kanada             | 20  | 6   | 6   | 6   | 8   | 5   | 20  | 6   | 10  | 375    |
| 8    | Wolfgang Kindl      | Österreich         | 5   | 11  | 21  | 14  | 3   | 19  | 7   | 13  | 11  | 339    |
| 9    | Gregory Carigiet    | Schweiz            | 11  | 16  | 10  | 7   | 18  | 3   | 17  | 7   | 22  | 323    |
| 10   | Reinhard Egger      | Österreich         | 29  | 8   | 18  | 8   | 10  | 7   | 6   | 11  | 13  | 315    |

### Weltcupstand im Doppelsitzer der Männer
| Rang | Name                                   | Land               | LIL | IGL | WIN | WHI | PAR | KÖN | OBE | ALT | SIG | Punkte |
| ---- | -------------------------------------- | ------------------ | --- | --- | --- | --- | --- | --- | --- | --- | --- | ------ |
| 1    | Tobias Wendl Tobias Arlt               | Deutschland        | 1   | 2   | 1   | 1   | 1   | 1   | 2   | 1   | –   | 770    |
| 2    | Toni Eggert Sascha Benecken            | Deutschland        | 2   | 1   | 21  | 2   | 3   | 2   | 1   | 2   | –   | 630    |
| 3    | Christian Oberstolz Patrick Gruber     | Italien            | 4   | 4   | 2   | 8   | 5   | 6   | 4   | 10  | 1   | 548    |
| 4    | Peter Penz Georg Fischler              | Österreich         | 9   | 3   | 3   | 3   | 6   | 4   | 5   | 3   | 4   | 544    |
| 5    | Ludwig Rieder Patrick Rastner          | Italien            | 11  | 6   | 3   | 7   | 4   | 7   | 6   | 6   | 7   | 452    |
| 6    | Andreas Linger Wolfgang Linger         | Österreich         | 3   | 5   | –   | 5   | 2   | 21  | 14  | 5   | 3   | 438    |
| 7    | Tristan Walker Justin Snith            | Kanada             | 19  | 12  | 5   | 4   | 8   | 3   | 8   | 8   | 8   | 407    |
| 8    | Wladislaw Juschakow Wladimir Machnutin | Russland           | 5   | 9   | 7   | –   | –   | 10  | 3   | 4   | 2   | 391    |
| 9    | Juris Šics Andris Šics                 | Lettland           | 12  | 7   | 6   | 10  | 10  | 5   | 12  | 9   | 5   | 381    |
| 10   | Matthew Mortensen Preston Griffall     | Vereinigte Staaten | 13  | 15  | 17  | 9   | 9   | 21  | 11  | 16  | 13  | 267    |

### Mannschaftswettbewerb
| Rang | Land               | IGL | WIN | WHI | PAR | KÖN | ALT | Punkte |
| ---- | ------------------ | --- | --- | --- | --- | --- | --- | ------ |
| 1    | Deutschland        | 1   | 9   | 1   | 1   | 1   | 3   | 509    |
| 2    | Kanada             | 2   | DSQ | 2   | 4   | 2   | 2   | 400    |
| 3    | Vereinigte Staaten | 4   | 2   | 4   | 2   | 5   | 6   | 395    |
| 4    | Italien            | 3   | 1   | 5   | 5   | 3   | DSQ | 350    |
| 5    | Lettland           | 6   | 4   | 6   | 7   | 6   | 4   | 316    |
| 6    | Österreich         | 5   | 3   | 3   | 3   | DSQ | 9   | 304    |
| 7    | Russland           | DSQ | DNF | 7   | 6   | 4   | 1   | 256    |
| 8    | Slowakei           | 7   | DNF | 8   | 8   | 7   | 5   | 231    |
| 9    | Tschechien         | 9   | 7   | DNF | 9   | 8   | 7   | 212    |
| 10   | Polen              | 8   | 5   | 10  | 10  | 9   | DNS | 208    |